# Physma chilense
Physma chilense är en lavart som beskrevs av Hue. Physma chilense ingår i släktet Physma och familjen Collemataceae.   Inga underarter finns listade i Catalogue of Life.